# Drosophila boraceia
Drosophila boraceia este o specie de muște din genul Drosophila, familia Drosophilidae, descrisă de Vilela și Val în anul 2004. Conform Catalogue of Life specia Drosophila boraceia nu are subspecii cunoscute.